# イグナイト (漫画)
『イグナイト』は、ひいろ莎々による漫画。『月刊ガンガンWING』（スクウェア・エニックス）にて2007年6月号から2009年3月号まで連載されていた。

## あらすじ
主人公「カイリ」は、OIL（オイル）スタンドで働く少年。ある日、カイリが仕事を終えると、大きな剣を持った少女「ティア」と出会う。ティアは剣の持ち主の兄を捜していた。

## 登場人物
カイリ
OIL（オイル）スタンドで働いている少年。小さい頃、エルウィンに自分と幼なじみであるアルファを助けてもらった事があり、強くなったら一緒に機獣（ガジェット）（以下ガジェット）退治をする約束をしていた。しかし両親が12歳になる前に他界したため、その夢は諦めていた。
両親のOILスタンドの店を引き継いで経営していたある日、ティアと出会う。ティアを襲った謎の男を撃退した後、彼女の兄がエルウィンであることを知り、彼女のボディガードとして一緒にティアの兄を捜す旅に出る。最初ブレイカーとして必要な武器（マシン）はティアに託されたエルウィンの剣を使用していた。
ティア=クラン
体に似合わない大きな剣を持ってカイリの店を訪れる。エルウィンの妹であり、剣の持ち主で行方不明の兄を捜しているが、その身は何者かに追われている。OILしか食べられない体であり、OILを入れていない武器を使う事が出来る。普段は人にバレないよう、うさぎ型の水筒にOILを入れて飲んでいる。自分がどこから来たのか、どうしてこのような体質になったのかなど、自分でも分かっていない。胸には生まれつきのものではない謎の模様があり、それが痛む姿を時折見せる（普段は服で隠れている）。謎の模様はOIL生誕の地と関係があるのか、とカイリはみている。
あまり喋らない大人しい性格であり、少し世間知らずな面がある。
アルファ
カイリの店の手伝いをしている少女。幼なじみであり小さい頃から一緒にいるためか、何かとカイリの世話をやく。小さい頃、街の外の荒野で遊んでいてカイリとはぐれてしまったところをエルウィンに助けてもらった事がある。
カイリがティアと旅に出る事に納得出来ず、挨拶なしに旅立ったカイリに対して心配するもそんな面を見せないようにしていた。しかし旅先のカイリから電話を受け、無事なことに安心した。
普段は学生で、カイリが旅立って行った後はOILスタンドを手伝っている。
セルティス
ブレイカーの女性。ワイトホールへの途中で列車を襲ったガジェットからティア達を助けた。心が癒されるから、との理由でかわいいものが大好き。そのためティアを（ティアの水筒も）溺愛している。ボディガードに頼りないと思い、カイリからティアを攫って本当に護れるのか気持ちがあるかどうか試した。
眉唾物だがどんな願いも叶えてくれる物（宝）を探している。事故で記憶喪失になった友人の記憶を取り戻したいのがその理由。
武器は左手にあるグローブのようなものを使う。レンタルマシンの借用書を書かずに借りたのを「料金5倍で返す」と言い放った事からお金はけっこう持っているらしい。はっきりと物を言う性格。
ミント
OILの研究をしている少女。ワイトホールのOILスタンドでカイリ達と出会う。家にティアの胸の模様について書かれている本があった。
旅に出ているブレイカーの幼なじみがおり、OILの研究を始めたのは彼の力になる物に興味を持ったため。時々電話をくれるその彼の帰りを待っている。一人暮らしをしていて、カイリ達には研究（部屋の片付け）を手伝ってもらうかわりに部屋を貸した。面倒見のいい性格。
アンディ
ブレイカーの男性。コミュニティーで仕事がないカイリ達に自分の仕事を手伝ってもらえないかと話しかけた。2年のブランクを除いて10年やっているベテランブレイカー。
過去に仕事中不注意で、ガジェットに右腕を奪われている。それ以来妻と『どんな仕事も独りではやらない』と約束した。もう一つの約束に『三カ月に一度は家へ帰る』とあり、これがカイリがアルファへ連絡するきっかけとなった。
ククリ
ミントがしていたOILの研究で割れた窓の下にいた和装の少女。鍛冶師であり、ナギの弟子（娘）。地図（や絵）を描くのは苦手。父の死にまつわる、ガジェットが人を襲わないことがあるのかを調べている。エルウィンをそして、エルウィンの剣がつくられた現場を知っている人物。
師匠ナギを尊敬していて、エルウィンの剣が砕けたのは使い手のカイリが未熟だったためだと言う。しかし、もう一度剣を打つことでカイリに使いこなして欲しいと思っている。
ホダカ
ナギとククリの助手。今はククリ専門の雑用係。木造の小型舟を片手で持ち上げる腕力を持つ。大きな体だが優しい表情の男性。
アッシュ
仕事の依頼でティアを攫おうとカイリの店へ押し掛けに来た男。
仕事方針は「邪魔するモノはぶっ壊す」であり、カイリの店へも壁を壊して侵入した。初めてカイリに会ったときは剣が使い物にならなくなると、あっさり撤退した。他人のために首を突っ込む事をしない主義。ティアを「魔女」と呼び、ある組織に属している。
ある野生のジャッグラグーン（丸い猫狸のような動物）に好かれ、日頃からくっつかれている（頭の上が定位置）。ベルにはアッシーと呼ばれる（本人は気に入っていない）。
ベル
カイリとティアをラブラブカップルだと皮肉った強気な女の子。ティアを生意気なガキと思い、嫉妬させようとカイリに抱きつくも反応のないティアに対して勝手に腹をたてる。ティア達を陰から覗いたり、空腹だと食事をせびり路銀を使わせて旅先の邪魔もした。
同じ組織のアッシュは遊び相手だと思っている。年はカイリ達より下でブレイカーではなく古代OIL探しをしている。タクトは双子の兄。
タクト
双子の妹であるベルと行動を共にしている男の子。ワイトホールで起こった急激なガジェットの減少は彼らが倒したものによる。ベルとは違い年齢のわりには少し冷めていて落ち着いた（または、ぼーっとした）性格。自由奔放なベルに対して特に面倒を見る気はなく、たまに入れるつっこみにはパンチをもらっている。ベルと同じくブレイカーではない。
ナギ
エルウィンのためにエルウィンの剣を鍛えたククリとホダカの師匠。ククリの父。弟子二人には師匠、ナギ殿と呼ばれる。本来は人を襲うはずのガジェットを従えた謎の少女らしき人物により亡くなった。
エルウィン=クラン
カイリが小さい頃に出会った、ガジェット退治のブレイカー。ガジェット退治に強いが、少し抜けているところがある。ティアの兄。戦車のような食いっぷり（つまり大食い）からエルウィン・タンク、略して“エルタン”とも呼ばれている。ククリいわく、ナギともよく競争したという。
今はどこで何をしているか定かではない。

## 世界観

### OIL
OILとはOrganized Impulsive Liquid（オーガナイズド インパルシブ リキッド）の略であり、マシンと呼ばれる物のエネルギー源と電力の源として広く使われている。この世界での武器（マシン）などの動力源はOIL（オイル）であり、それを入れる事によって発動し、使用出来る。OIL生誕の地は古代のとある都市で、現在よりパワーが大きく成分が幾分か違うOILを生産していたという。場所がどこなのか名前すらも分かっていない。
OILには種類があり、ジェネラル（GENERAL）、スプレッド（SPREAD）、ブレット（BULLET）とがある。目的やタイプによって使い分けることで相性を良くする（小さなOILスタンドにはジェネラルしか置いてない場合が多い）。
ジェネラル
ほとんどなんにでも使うことのできるオールマイティー型（タイプ）だが、平均的エネルギー。
スプレッド
大きなエネルギー弾を発することができるマシンに合っていて、安定し最大エネルギー範囲も拡がりやすくなる。

### ブレイカー
ブレイカーとはガジェットを退治する者のこと。ガジェットは獣の姿をしていて、体の部分が機械（金属）でできている。ブレイカーでなくとも人の誰でも襲い、徒党を組めば施設や人里をも破壊する。本来は人を襲うはずだが、ガジェットを従えた謎の少女らしき人物がいる。コミュニティーという場所でブレイカーの仕事をもらう（探す）。
ブレイカーとなる契約は、自分の血を一滴必要とする。「アスタリスク」（水晶の埋め込まれている角のとれた四角形のペンダント）に浮かんだ模様が血の契約を交わした証、そしてブレイカーである証明にもなる。

## 書籍
1. 2007年10月27日発売 ISBN 978-4-7575-2154-4
2. 2008年4月26日発売 ISBN 978-4-7575-2269-5
3. 2008年10月27日発売 ISBN 978-4-7575-2413-2
4. 2009年4月27日発売 ISBN 978-4-7575-2550-4